# Acanthagrion adustum
Acanthagrion adustum – gatunek ważki z rodziny łątkowatych (Coenagrionidae). Występuje w Ameryce Południowej i jest szeroko rozprzestrzeniony – od Wenezueli i regionu Gujana po Brazylię i Paragwaj.